# Ella Anderson
Ella Aiko Anderson (Ypsilanti, Michigan, 26 de março de 2005) é uma atriz norte-americana. Ela é mais conhecida por interpretar Piper Hart na série da Nickelodeon, Henry Danger.

## Carreira
Anderson começou a atuar desde que tinha cinco anos. Ela interpretou Hazel na série do Disney Channel, A.N.T. Farm em 2011. Ela também fez uma aparição em um episódio de Raising Hope. Anderson fez diversas aparições nos programas da Disney em 2013, tais como Dog with a Blog como Darcy Stewart e Liv and Maddie como Jenny Peeke. Em 2014, ela interpretou uma garotinha no filme da Nickelodeon, A Fairly Odd Summer.  Ela também começou a atuar como Piper Hart, irmã mais nova de Henry em Henry Danger, Ela também fez uma participação no filme Unfinished Business.
Anderson também participou do Nickelodeon Kids Choice Awards em 2015.

## Vida pessoal
Ella lançou sua própria linha de beleza, intitulado Aiko by Ella no qual é destinado ao público infantil e vende inúmeros produtos de beleza, maquiagens e também materiais para cuidado da pele.

## Filmografia
| Ano       | Título                                     | Papel                 | Notas                               |
| --------- | ------------------------------------------ | --------------------- | ----------------------------------- |
| 2011      | Last Man Standing                          | Haley                 | Filme para TV                       |
| 2011      | Touchback                                  | Jamie                 |                                     |
| 2012      | The Giant Mechanical Men                   | Daughter              |                                     |
| 2012      | A.N.T. Farm                                | Hazel                 | 2 episódios                         |
| 2012      | Raising Hope                               | Annie                 | 1 episódio                          |
| 2012      | Family Justice                             | Nicole Justice        | Curta-Metragem                      |
| 2013      | Keep Calm and Karey On                     | Sam                   | Filme para TV                       |
| 2013      | Dog with a Blog                            | Darcy Stewart         | 2 episódios                         |
| 2013      | Liv and Maddie                             | Jenny Keene           | 1 episódio                          |
| 2013      | The Dumb Show                              | Ella                  | Filme para TV                       |
| 2014      | Law & Order                                | Maddie Aschler        | 1 episódio                          |
| 2014      | A Fairly Odd Summer                        | Mitzie                | Filme para TV                       |
| 2014      | The Possession of Michael King             | Ellie King            |                                     |
| 2014-2020 | Henry Danger                               | Piper Hart            | Co-Protagonista                     |
| 2015      | Unfinished Business                        | Bess Trunkman         |                                     |
| 2015      | Miss Famous                                | Sally                 | Curta-Metragem                      |
| 2015      | Bukowski                                   | Lily Jane             |                                     |
| 2015      | Henry Danger Motion Comic                  | Piper Hart            | 1 episódio                          |
| 2016      | The Thundermans                            | Piper Hart            | Crossover especial com Henry Danger |
| 2016      | The Boss                                   | Rachel                | Filme                               |
| 2016      | Mother's Day                               | Vicky                 | Filme                               |
| 2017      | The Receipt: Lost & Found                  | Sem nome              | Curta-metragem                      |
| 2017      | Nickelodeon's Sizzling Summer Camp Special | Menina na praia       | Especial da Nickelodeon             |
| 2017      | The Glass Castle                           | Jovem Jeannette Walls | Filme                               |
| 2018      | Young Sheldon                              | Erica                 | 1 episódio                          |
| 2018–2019 | The Adventures of Kid Danger               | Piper                 | Voz original                        |
| TBA       | James The Second                           | Kristen               | Pós-produção                        |